# Constant van Langhendonck
Constant van Langhendonck (* 4. Februar 1870; † 2. September 1944) war ein belgischer Reiter.
Er nahm bei den Olympischen Sommerspielen 1900 in Paris mit seinem Pferd Extra Dry am Weitsprung teil. Dort gewann er mit einer Weite von 6,10 m die Goldmedaille.